# Ломи, Аурелио
Аурелио Ломи Джентилески (итал. Aurelio Lomi Gentileschi; 29 февраля 1556, Пиза — 23 мая 1624, Пиза) — живописец итальянского маньеризма. Старший брат и учитель знаменитого караваджиста Орацио Джентилески. Работал в Пизе, Риме, Генуе и Флоренции.

## Биография
С живописью Аурелио познакомил его отец, флорентийский ювелир Джованни Баттиста Ломи; братом Аурелио был художник Баччо, учеником и сводным братом — Орацио (известный как Орацио Джентилески). Далее он учился у Алессандро Аллори и у Чиголи (Лодовико Карди).
Между 1579 и 1587 годами Аурелио Ломи находился в Риме, где создал свою первую сохранившуюся работу — фрески с изображением сцен из цикла «Жизнь Девы Марии» в капелле Пинелли в церкви Санта-Мария-ин-Валичелла.
Назначенный художником Пизанского собора (Дуомо), между 1588 и 1594 годами он написал серию картин из истории детства Христа («Поклонение пастухов», «Поклонение волхвов», «Введение во храм»), в 1595 году написал «Кающегося Святого Иеронима» для капеллы Даль Поццо в Пизанском Кампосанто. В том же году он написал «Чудо святого Кассия в Лукке» для алтаря левой апсиды в базилике Сан-Фредиано в Лукке и «Оплакивание мертвого Христа» (Национальный музей виллы Гуиниджи). В его индивидуальном стиле традиции флорентийского маньеризма весьма необычным образом соединились с элементами барочного мышления.
С 1597 по 1604 год художник жил и работал в Генуе. Помимо Орацио Джентилески его учениками были Орацио Риминальди, Симоне Балли и Доменико Фьязелла.

## Галерея

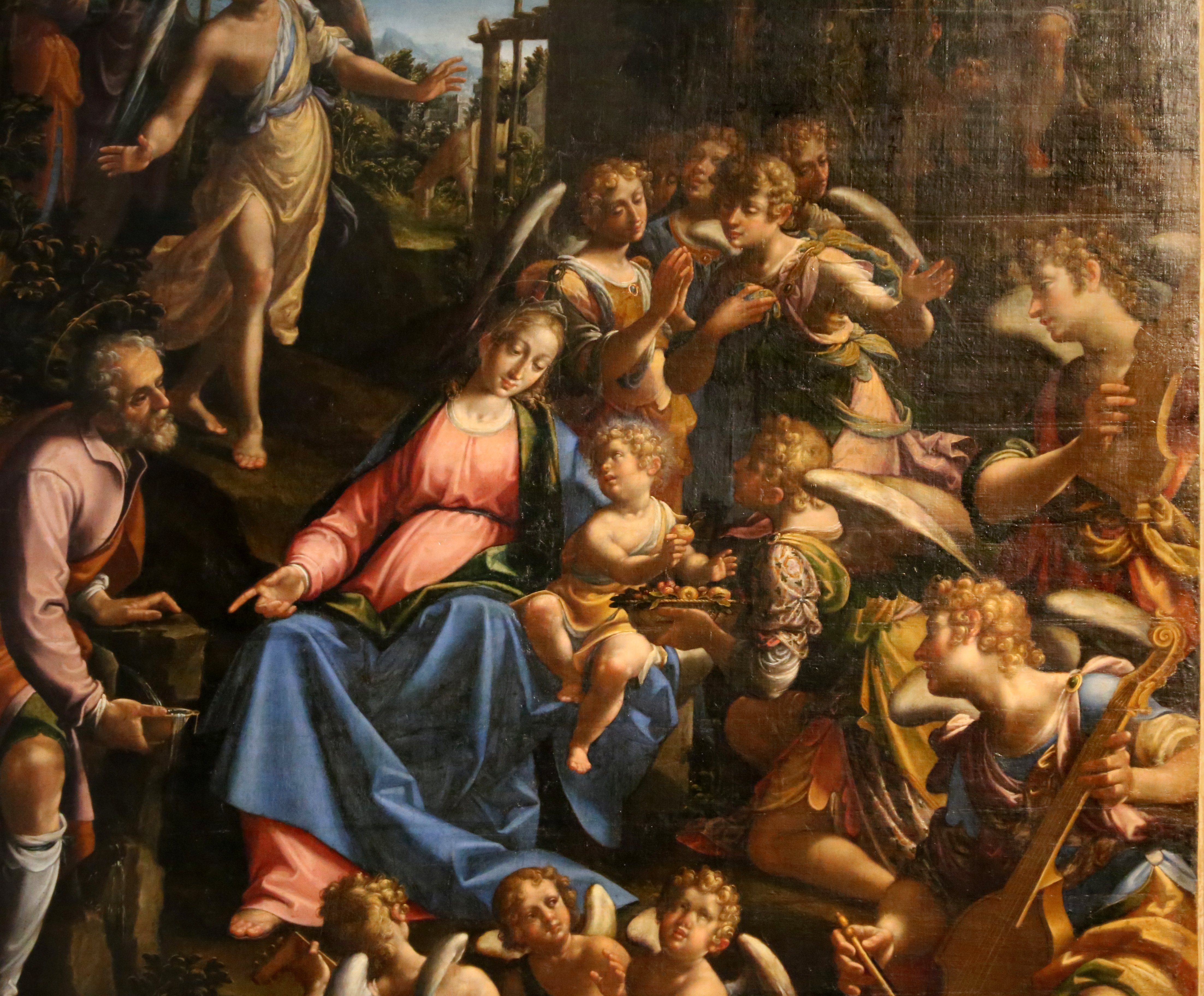
Отдых на пути в Египет. Деталь. Ок. 1615. Холст, масло. Церковь Сан-Франческо, Генуя
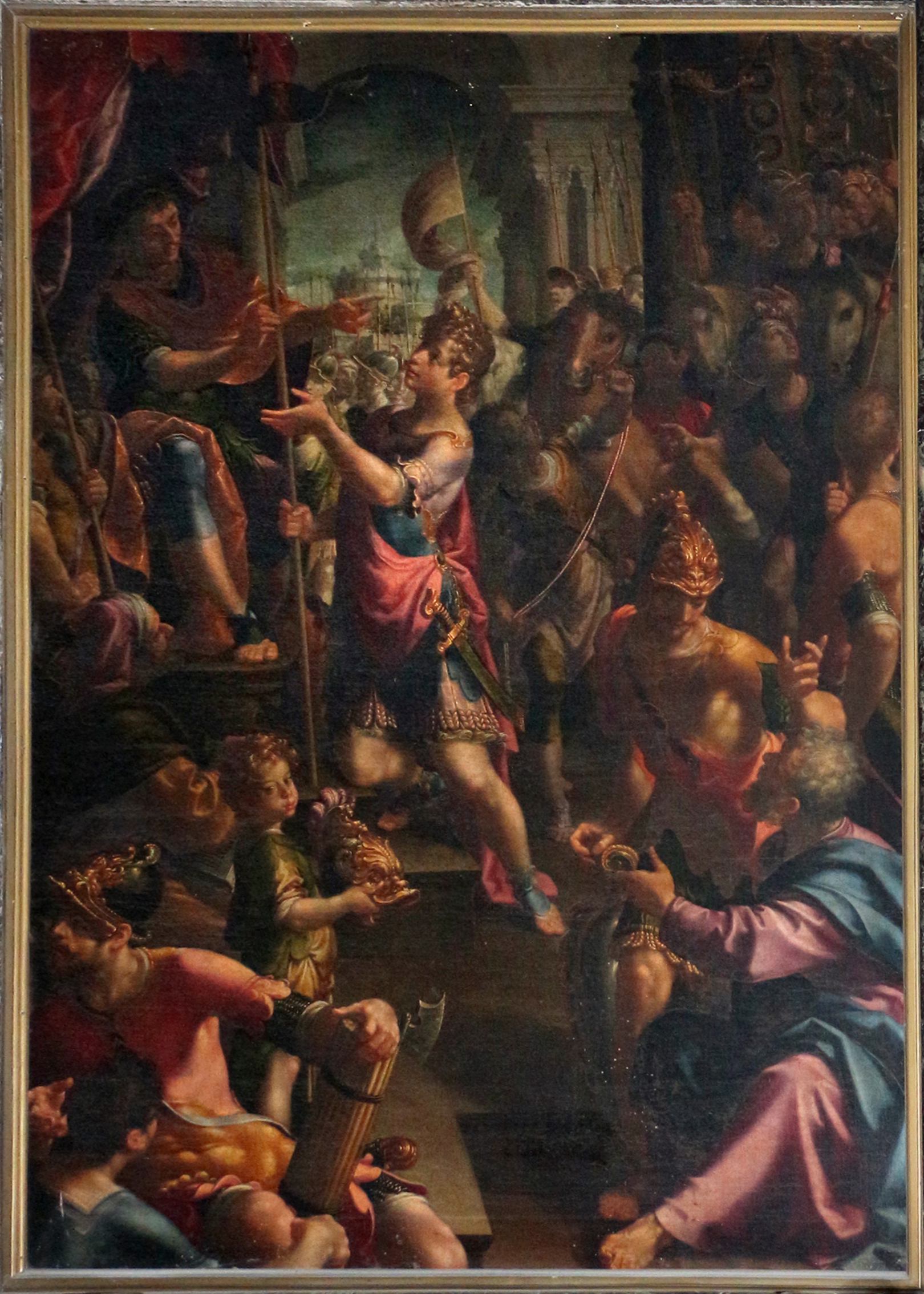
Святой Себастьян перед императором Рима. Ок. 1606. Холст, масло. Сантиссима-Аннунциата, Флоренция
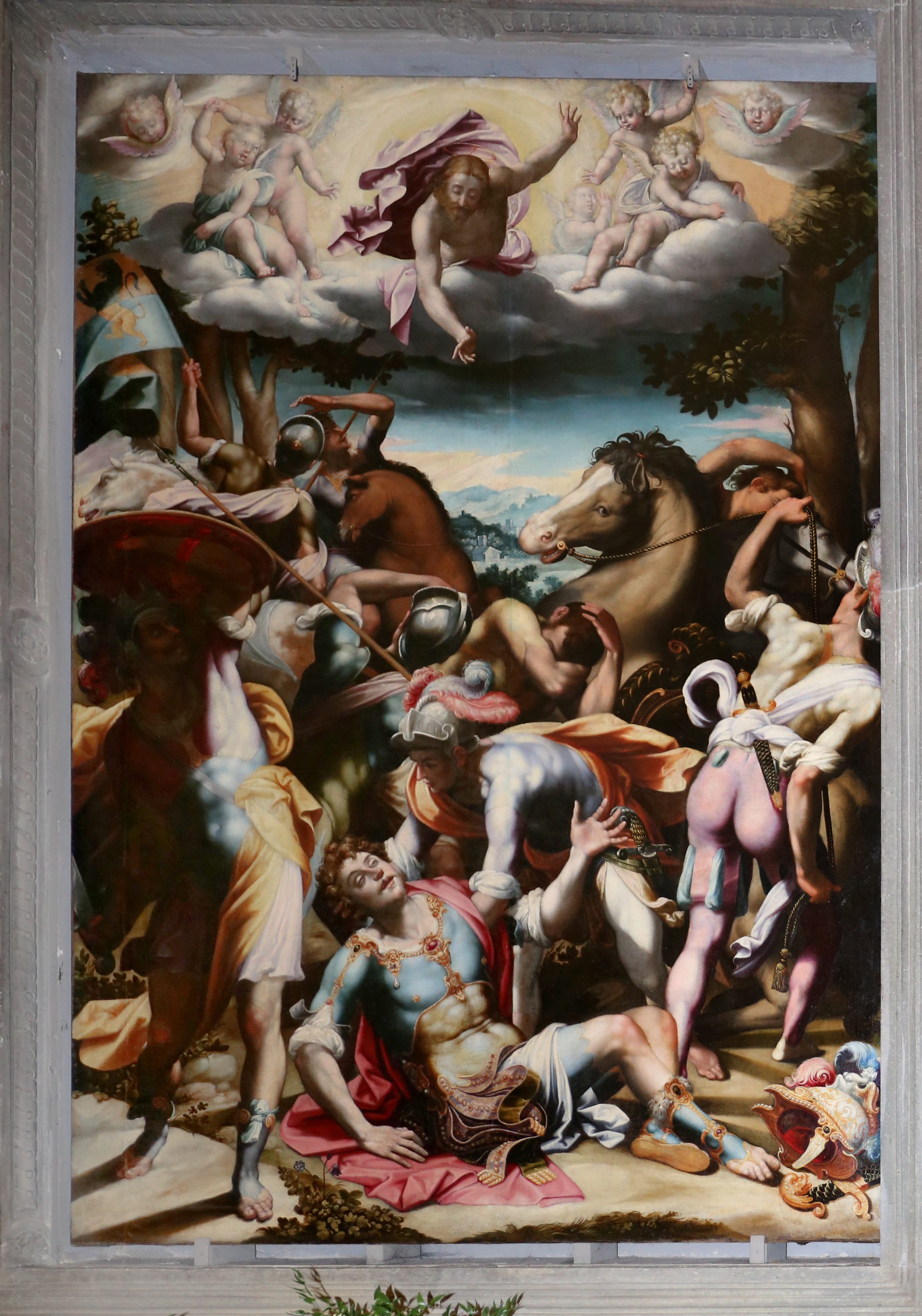
Обращение Святого Павла. 1590—1610. Холст, масло. Церковь Санти-Стефано-э-Никколао, Пешиа, Пистойя
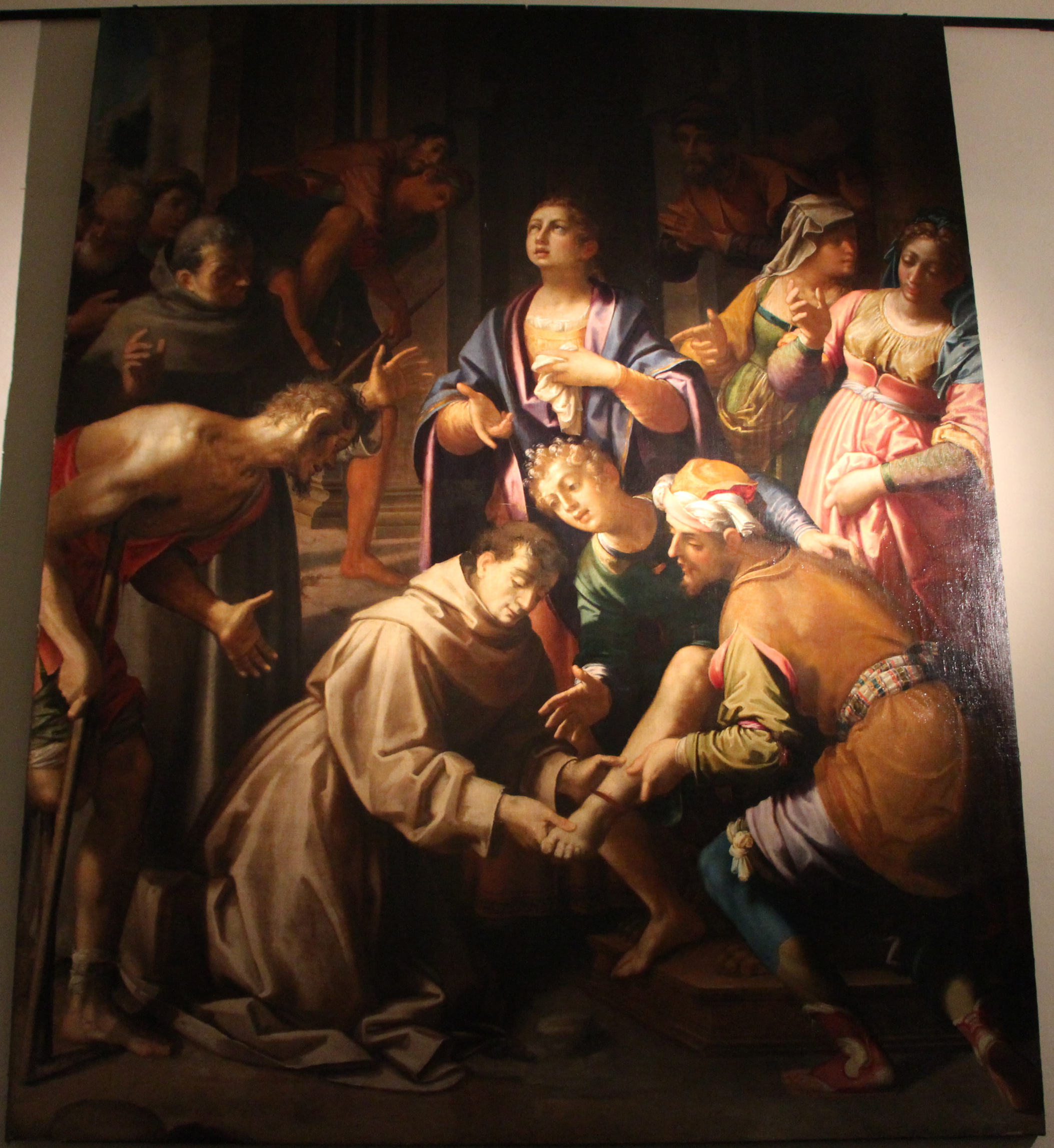
Чудо Святого Антония Падуанского. 1600—1604. Холст, масло. Из церкви Сан-Франческо. Епархиальный музей, Генуя
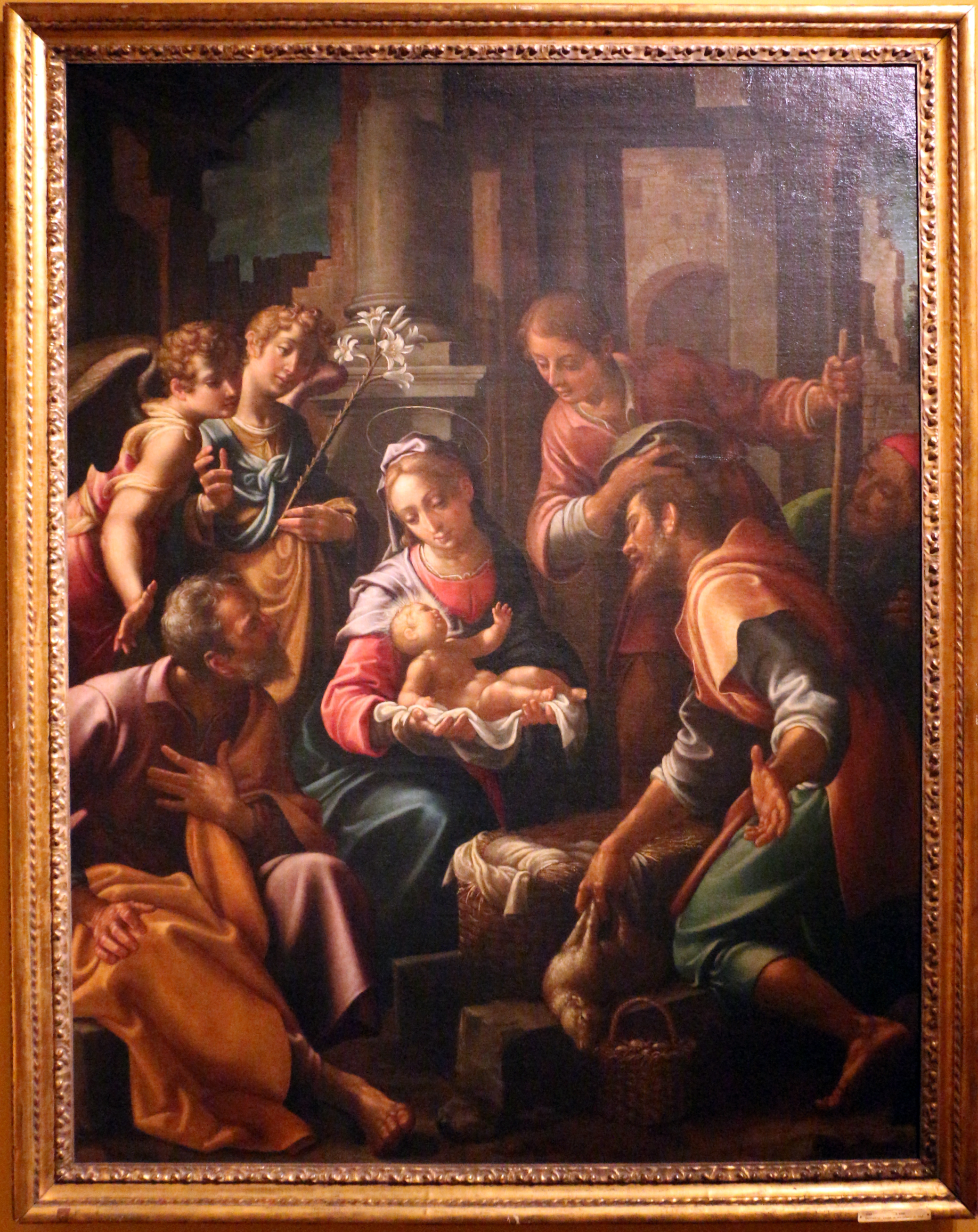
Поклонение пастухов. Палаццо Блю, Пиза
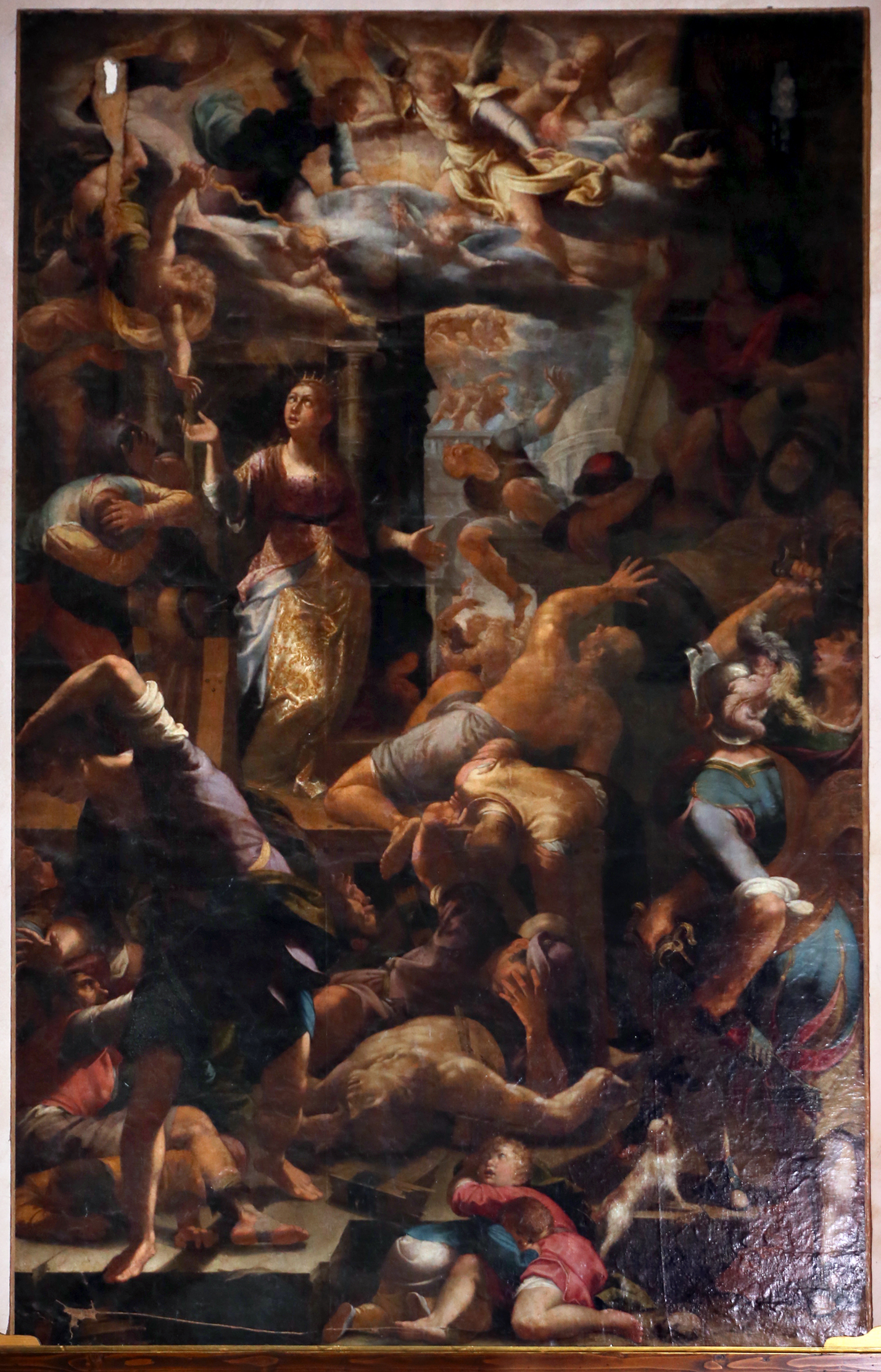
Мученичество Святой Екатерины Александрийской. 1653. Церковь Санта-Катерина, Пиза
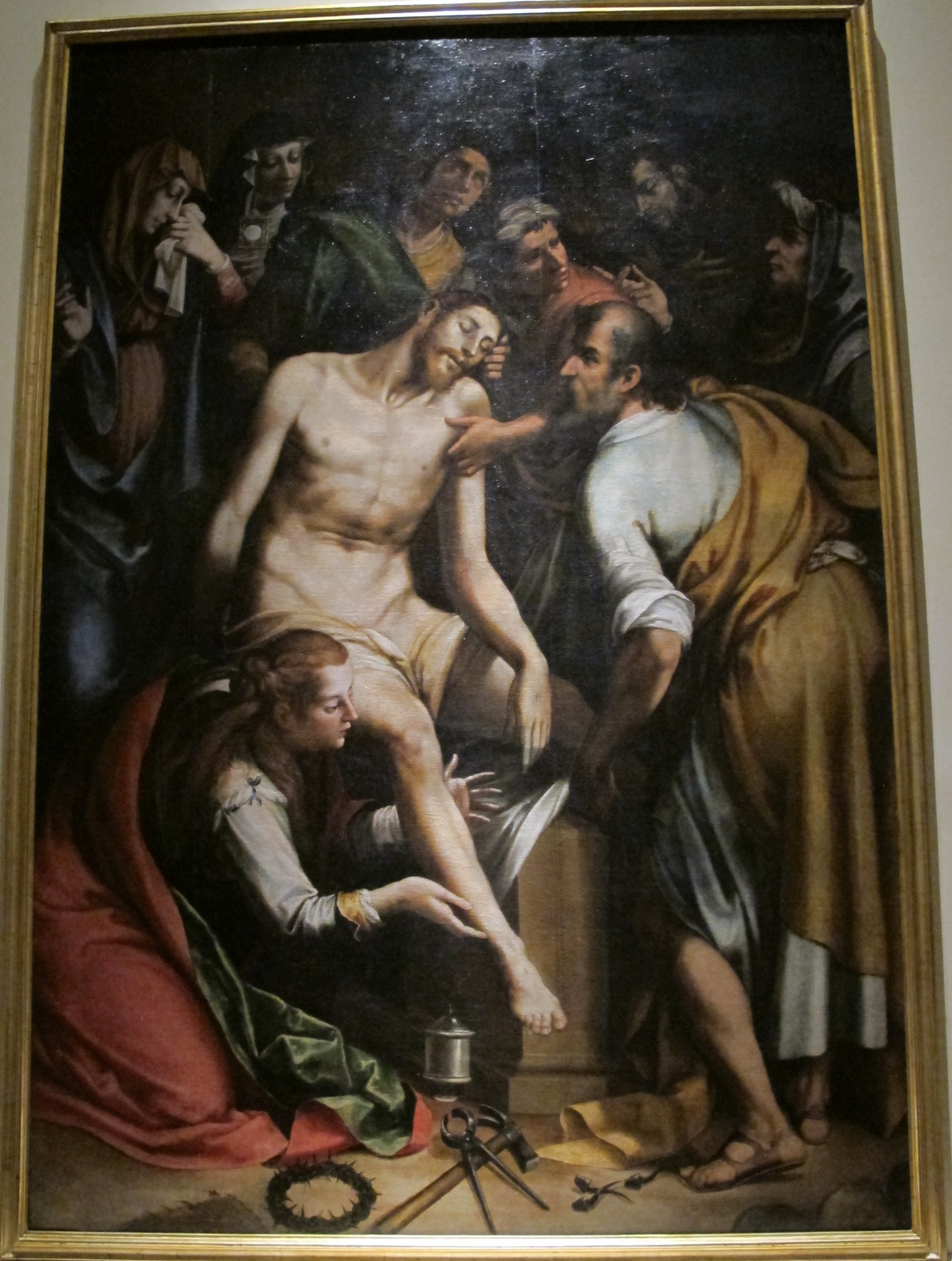
Пьета (Оплакивание Христа). Ок. 1595. Холст, масло. Из церкви Санта-Кьяра, Лукка. Хранилище музеев Флоренции
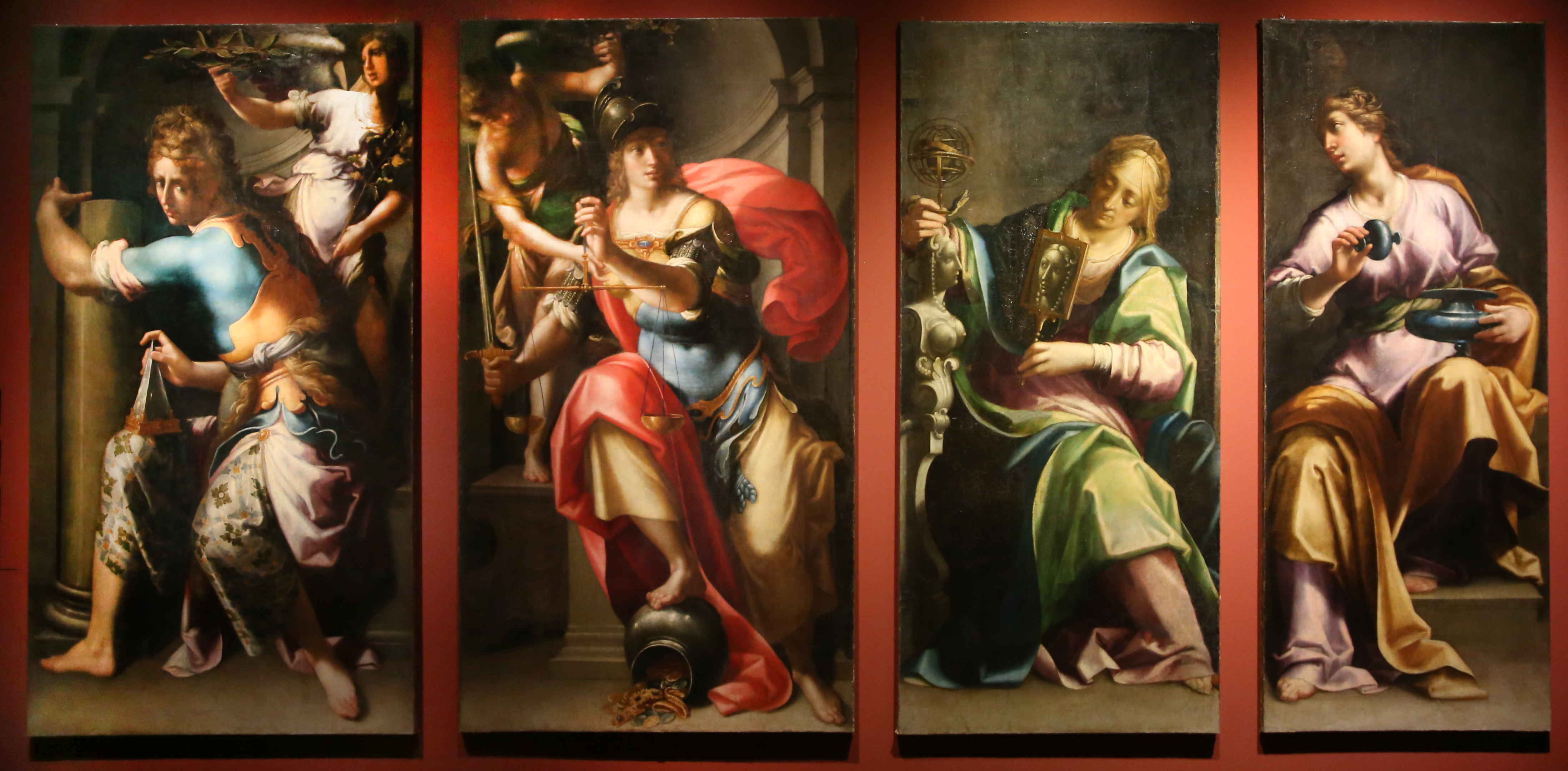
Четыре добродетели. 1606. Церковь Сан-Микеле-ин-Борго, Пиза
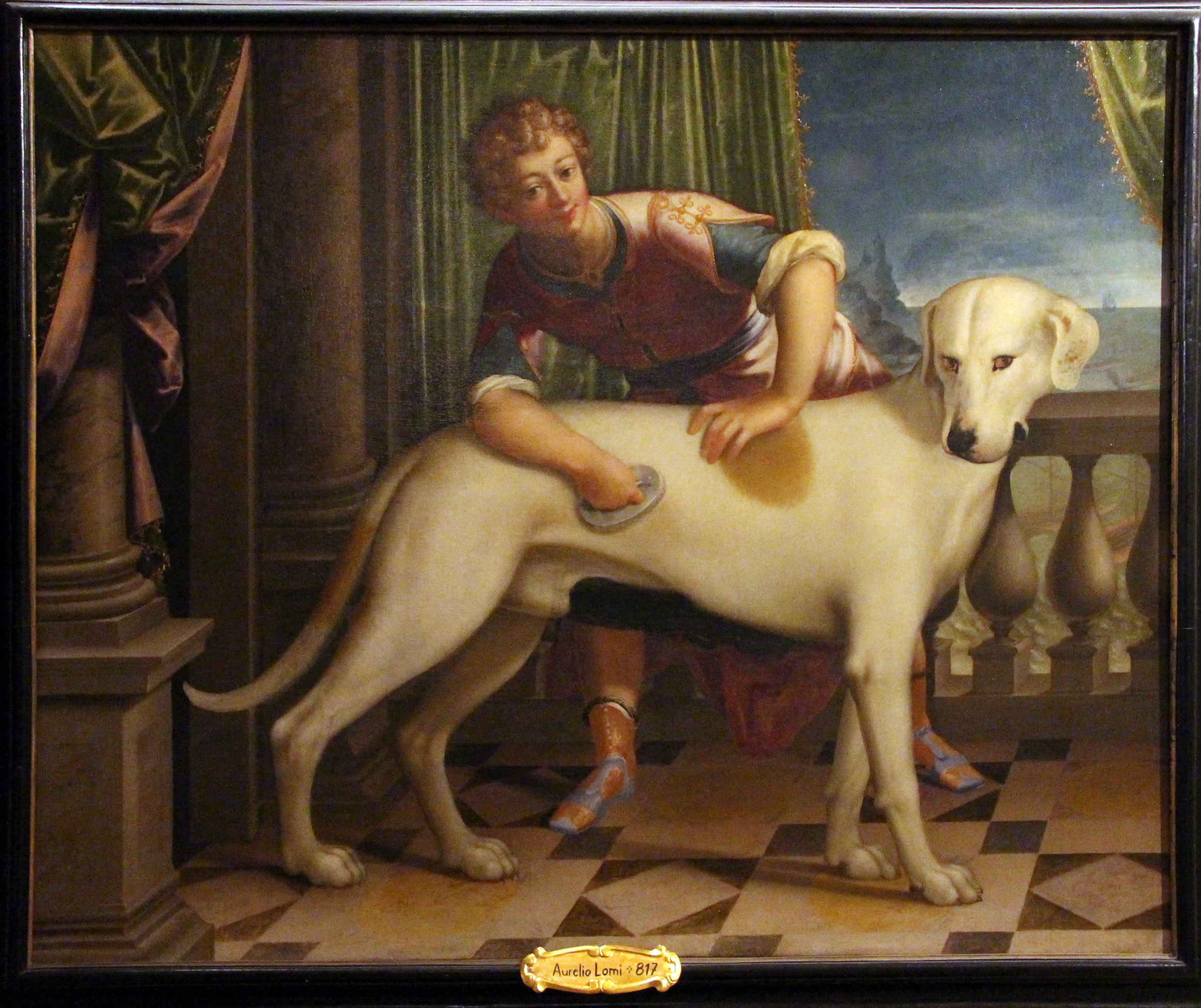
Собака Ролдано. 1597-1604. Вилла дель Принчипе, Генуя